# Tranvie di Capodimonte
Le tranvie di Capodimonte costituivano una rete tranviaria extraurbana, in servizio dal 1899 al 1960, che collegava Napoli con diversi comuni dell'hinterland settentrionale, quali Giugliano in Campania, Marano di Napoli e Mugnano di Napoli, oltre a diversi quartieri del capoluogo come Miano, Piscinola e Secondigliano.
Il nome derivava dal fatto che il tratto in comune a tutta la rete transitava nella zona di Capodimonte.

## Storia

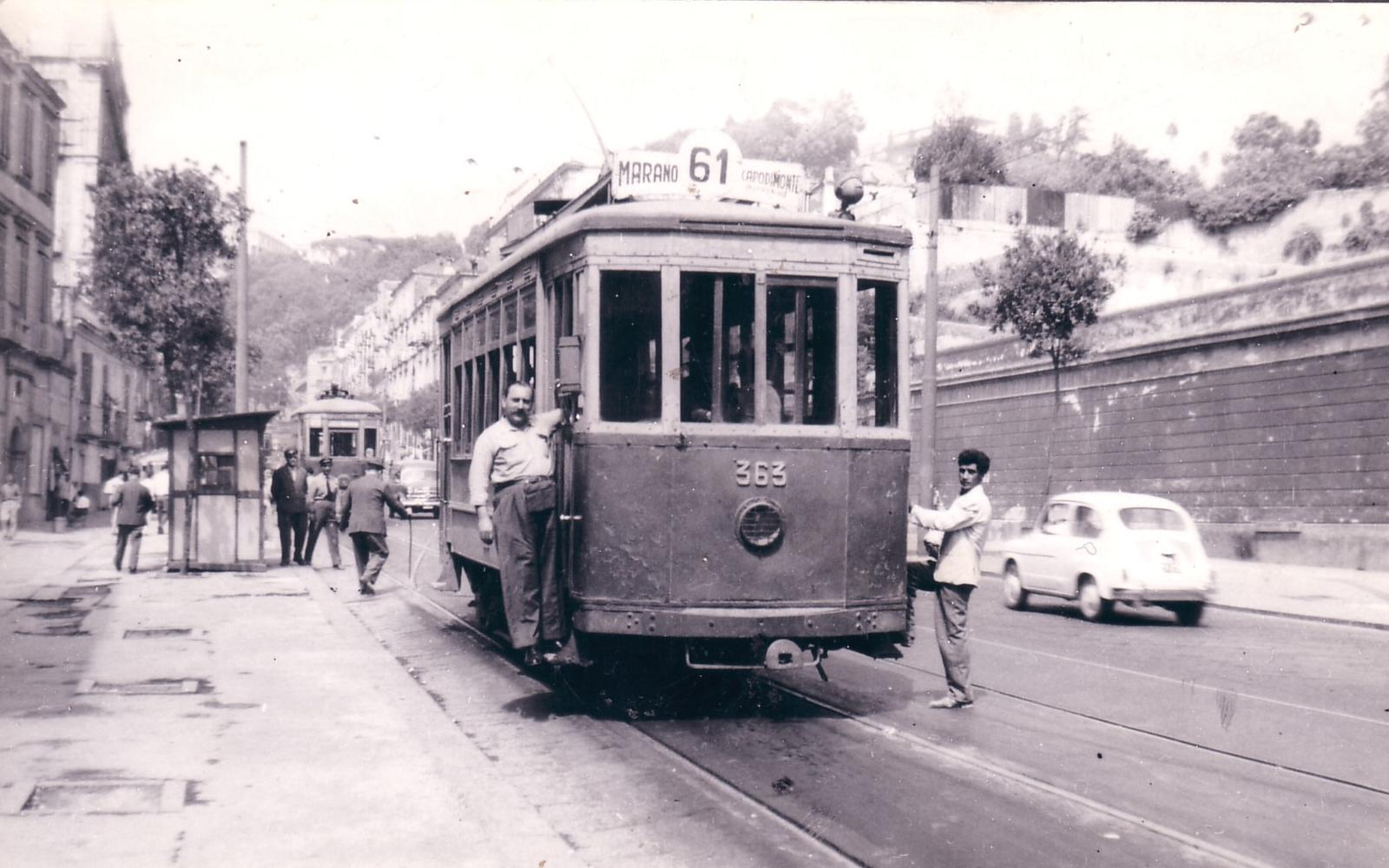
Linea 61 Napoli-Marano ripresa presso il corso Amedeo di Savoia

Il 19 ottobre 1887, gli ingegneri Vincenzo Coscia, Francesco Petagna e Carlo Mele, a cui in seguito di aggiungerà Augusto Daufresne, chiesero all'amministrazione provinciale di Napoli il permesso di costruire una rete tranviaria a vapore a scartamento ordinario in modo da collegare Napoli con la zona nord: tale permesso fu concesso il 24 ottobre 1888 e l'atto pubblico sottoscritto il 10 luglio 1889; oltre alla costruzione, i promotori avevano diritto sulla tranvia per trentacinque anni. Nello stesso anno gli ingegneri fondarono la Societé Anonyme de Tramways du Nord de Naples, anche conosciuta con il nome abbreviato di "TN". I lavori di costruzione partirono nel 1891, portando all'inaugurazione della tratta Napoli-Giugliano, ma in breve tempo la società entrò in crisi, nel 1893 venne liquidata ed il 4 ottobre dello stesso anno dichiarata decaduta.
La tratta di tranvia costruita fu ceduta alla Provincia di Napoli, ma poco tempo dopo gli ingegneri Mele e Daufresne tentarono di costituire una nuova società, chiamata Societé Anonyme de Tramways electriques et á vapeur de Naples et Provincie, con l'intento di recuperare quello che avevano iniziato; tale l'operazione fallì poco dopo.
Il 15 maggio 1896, i liquidatori della TN fondarono la Societé Anonyme Belge des Tramways (SABT), nota altresì con il nome italiano di Società Anonima delle Tramvie di Capodimonte, che subentrò a quest'ultima riprendendo subito la ricostruzione del tratto urbano Napoli-Miano e adottando la trazione elettrica: il 13 gennaio 1898, la SABT ottiene con Regio Decreto di Umberto I l'autorizzazione per la prima tramvia di Capodimonte, Napoli-Miano.
Nel 1899 fu aperto il primo tratto da Napoli al cosiddetto Garittone, a cui si aggiunse il 2 dicembre 1900 la tratta per Giugliano il cui capolinea risultava separato, e in posizione più centrale, rispetto a quello della preesistente tranvia Napoli-Aversa/Giugliano della Société Anonyme des Tramways Provinciaux (SATP). Da questo momento sulla rete esercitarono tre linee, tutte con partenza dal capolinea napoletano nei pressi del museo Nazionale: la linea 1 per Porta Grande, la linea 3 per Giugliano, la linea 4 per il Garittone.
Nel 1902 furono inaugurate due diramazioni: una per Mugnano e l'altra per Marano, oltre ad un prolungamento dal Garittone a Miano; il 14 marzo 1907 dal capolinea di Miano aprì la diramazione per Secondigliano mentre Piscinola fu raggiunta il 21 aprile 1926.
Il 31 marzo 1929, l'Azienda Trasporti Comunali di Napoli (ATCN) assorbì l'intera rete, unificandola alla rete urbana napoletana e spostandone il capolinea dal Museo a piazza Dante. Allo stesso tempo viene completamente riorganizzato il percorso delle linee, così articolato: linea 37 per Secondigliano, linea 38 per Piscinola, linea 60 per Giugliano, linea 61 per Marano, linea 62 per Mugnano. Nel 1931 la rete ATCN passò sotto la gestione dell'Ente Autonomo Volturno che a sua volta cedette il passo, nel 1947, all'Azienda Tranvie Autofilovie Napoli (ATAN).
La vita della rete scorse tranquilla per molti anni, senza troppe variazioni, fino al 1954 quando a seguito del restyling di Piazza Dante e via Santa Lucia, il comune decise di arretrare il capolinea al corso Amedeo di Savoia presso la vecchia birreria Peroni, eliminando qualsiasi collegamento con la rete urbana.
Con l'introduzione sia di autobus che di filobus, il tram fu considerato vetusto ed il 15 marzo 1960 la rete fu definitivamente chiusa, dopo i primi tagli avvenuti già nel 1957 sulla tratta per Secondigliano.

## Rete esercita

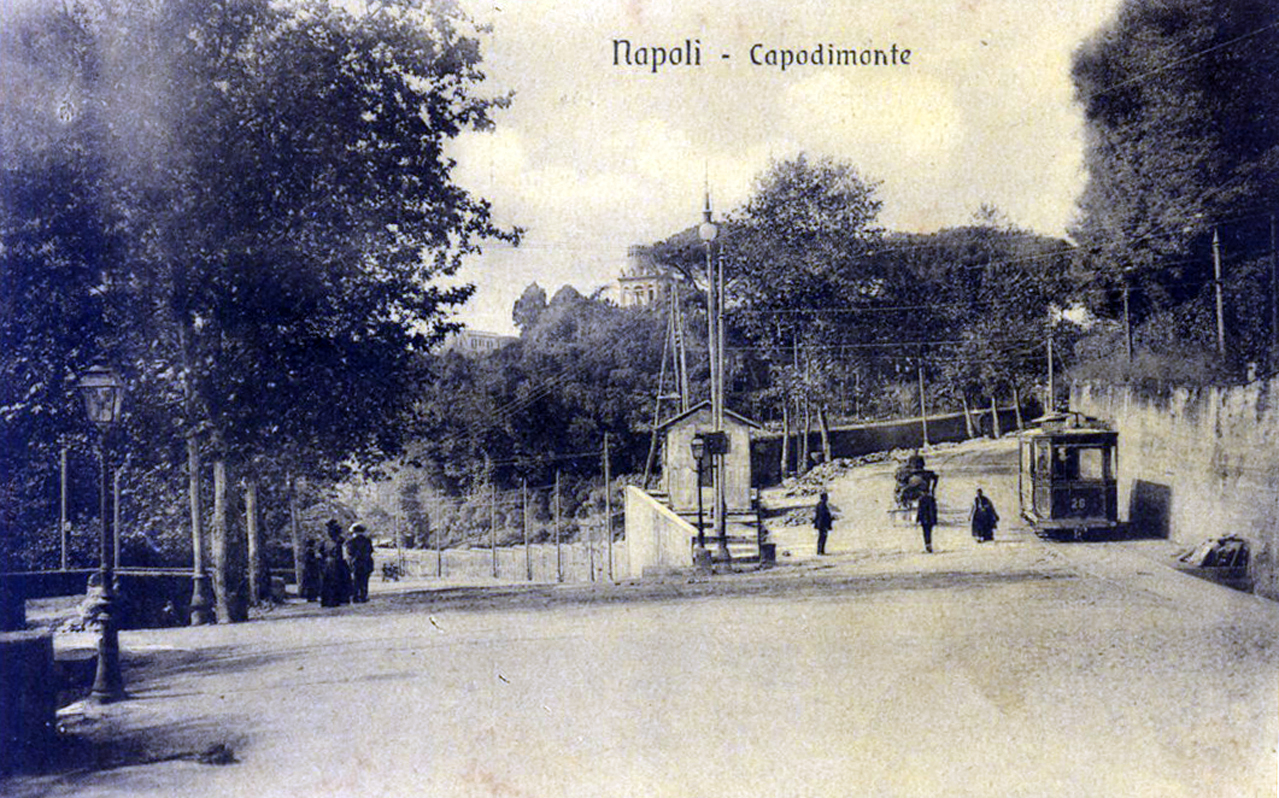
Tram ripreso presso il regresso di Capodimonte

Le tranvie adottavano lo scartamento standard di 1435 mm e la trazione elettrica per l'intera estensione della rete. Nel 1926 la stessa raggiunse il periodo di massima estensione; con partenza sempre dal Museo, la rete è così organizzata:
- Linea 1 (urbana): Piazza Dante - Porta Grande (2,37 km)
- Linea 2 (extraurbana): Museo - Secondigliano (5,804 km)
- Linea 3 (extraurbana): Napoli - Marano
- Linea 4 (urbana): Piazza Dante - Garittone
- Linea 5 (extraurbana): Napoli - Giugliano (12 km)
- Linea 6 (extraurbana): Napoli - Piscinola

Ad esse si aggiungeva un servizio navetta con partenza dal bivio Mugnano ed arrivo nel centro di tale località, per un totale di 1,146 km.
Il capolinea era collocato in via Santa Teresa degli Scalzi, presso il Museo; da qui il doppio binario della tranvia raggiungeva il tondo di Capodimonte ov'era presente una lunga salita che raggiungeva l'80 per mille per raggiungere la Reggia in corrispondenza della cosiddetta "Porta Grande", ove terminavano la corsa le vetture in servizio urbano e invertivano il senso di marcia quelle extraurbane.
|  | Unknown route-map component "exCONTg" |

|  | Unknown route-map component "exSTR" | Unknown route-map component "uexSTR+l" | Unknown route-map component "uexBHFq" | Unknown route-map component "uexCONTfq" |

|  | Unknown route-map component "exSTR" | Unused straight waterway | Unknown route-map component "uexKBHFa" |  |

| Unknown route-map component "uexKBHFaq" | Unknown route-map component "exmKRZ" | Unknown route-map component "uexABZg+r" | Unused straight waterway |  |

|  | Unknown route-map component "exSTR" | Unknown route-map component "uexABZg+l" | Unknown route-map component "uexSTRr" |  |

|  | Unknown route-map component "exSTR" | Unknown route-map component "uexBHF" |  |  |

|  | Unknown route-map component "exSTR" | Unused straight waterway | Unknown route-map component "uexKBHFa" | Unused urban continuation backward |

|  | Unknown route-map component "exSTR" | Unused straight waterway | Unknown route-map component "uexABZg+l" | Unknown route-map component "uexTBHFxeq" |

|  | Unknown route-map component "exSTR" | Unused straight waterway | Unused straight waterway | Unused urban continuation forward |

|  | Unknown route-map component "exSTR" | Unused straight waterway | Unknown route-map component "uexBHF" |  |

|  | Unknown route-map component "exSTRl" | Unknown route-map component "uexmKRZ" | Unknown route-map component "uexmKRZ" | Unknown route-map component "exCONTfq" |

|  |  | Unknown route-map component "uexBHF" | Unused straight waterway |  |

|  |  | Unknown route-map component "uexBHF" | Unused straight waterway |  |

|  |  | Unknown route-map component "uexBHF" | Unused straight waterway |  |

|  |  | Unknown route-map component "uexSTRl" | Unknown route-map component "uexABZg+r" |  |

|  |  |  | Unknown route-map component "uexBHF" |

|  |  |  | Unknown route-map component "uexBHF" |

|  |  |  | Unknown route-map component "uexBHF" |

|  |  |  | Unknown route-map component "uexKBHFe" |

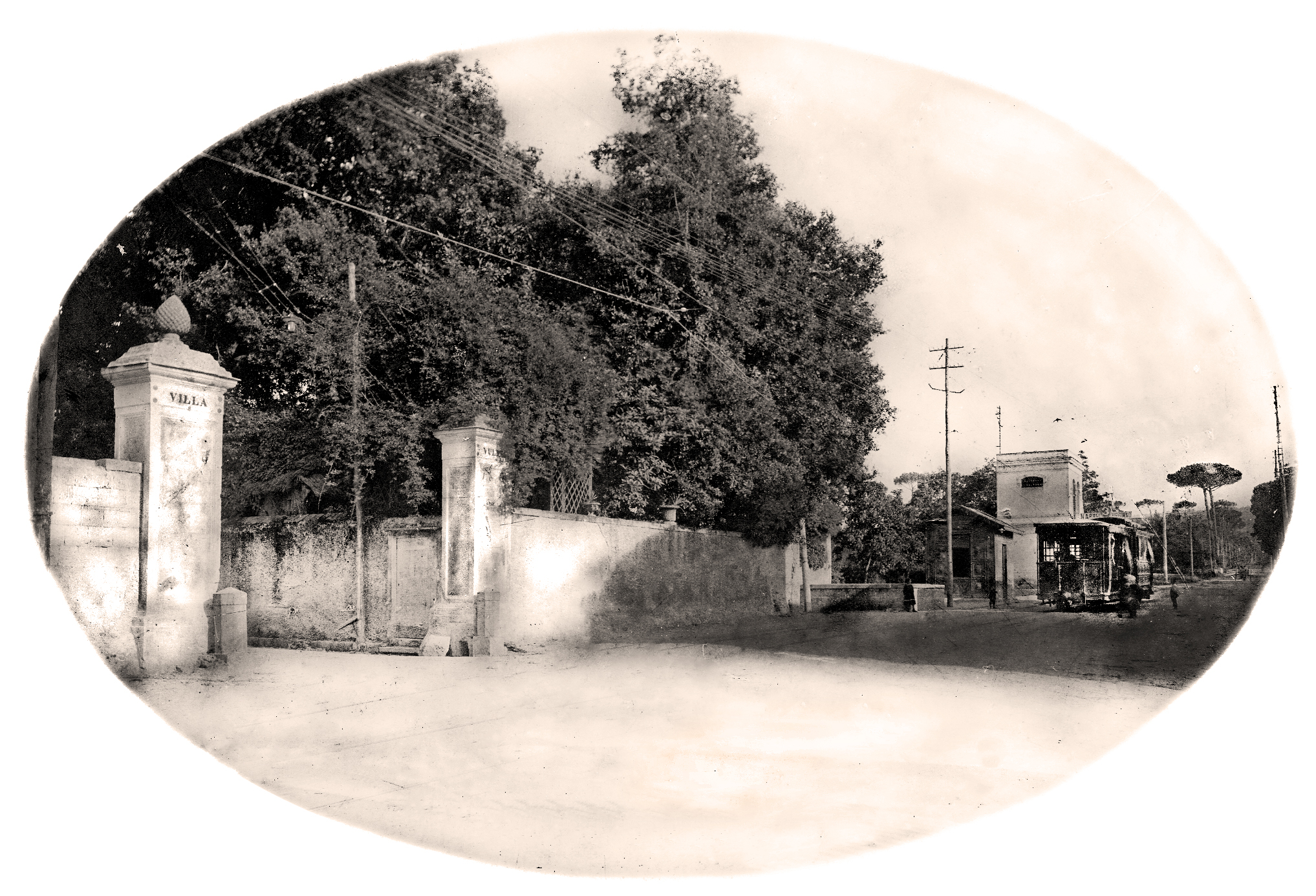
Tram di passaggio a Calvizzano verso Marano

Queste ultime incontravano una tratta comune fino al deposito del Garittone, ov'era presente la diramazione fra le linee per Marano e Miano, entrambe intersecanti la ferrovia Alifana. Il deposito stesso era caratterizzato da ampi piazzali, con capannoni, uffici e un'officina, strutturati su due diversi livelli, entrambi con accesso dalla via di Miano, separati dagli impianti che costituivano la sottostazione elettrica di alimentazione delle tranvie. Sopravvissuto alle tranvie fu trasformato, negli anni sessanta, in rimessa autoviaria e passato infine all'ANM, lo storico deposito è in corso di alienazione a seguito del piano industriale 2013-2015 di quest'ultima.
La prima di tali linee seguiva la direttrice di via Nuova San Rocco, servendo Marianella (dove osservavano capolinea alcune corse) e Chiaiano; percorsa via Emilio Scaglione (allora denominata via Santa Maria a Cubito) si entrava in Marano da cui si diramava ulteriormente la tratta per Mugnano e, successivamente, quella verso il capolinea ivi presente. Seguita la via provinciale venivano servite Villaricca e Calvizzano si giungeva infine a Giugliano.
L'altra linea percorreva una stretta curva per giungere a Miano; da qui veniva impegnata via Regina margherita fino a Secondigliano; sempre da Miano una breve diramazione consentiva di raggiungere Piscinola con un servizio inizialmente esercitato a navetta per poi diventare, con l'accorpamento delle tranvie di Capodimonte nella rete urbana, una relazione verso Napoli.
Nel 1929, a seguito di tale accorpamento, le relazioni ex SABT vennero così riorganizzate:
- Linea 37: Piazza Dante - Secondigliano
- Linea 38: Piazza Dante - Piscinola
- Linea 60: Napoli - Giugliano
- Linea 61: Napoli - Marano
- Linea 62: Napoli - Mugnano

Nel 1954 i binari in via Santa Lucia e piazza Dante furono eliminati, limitando le corse a un capolinea posto presso la birreria Peroni, in corso Amedeo di Savoia, rimasto operativo fino alla fine del servizio.

## Materiale rotabile

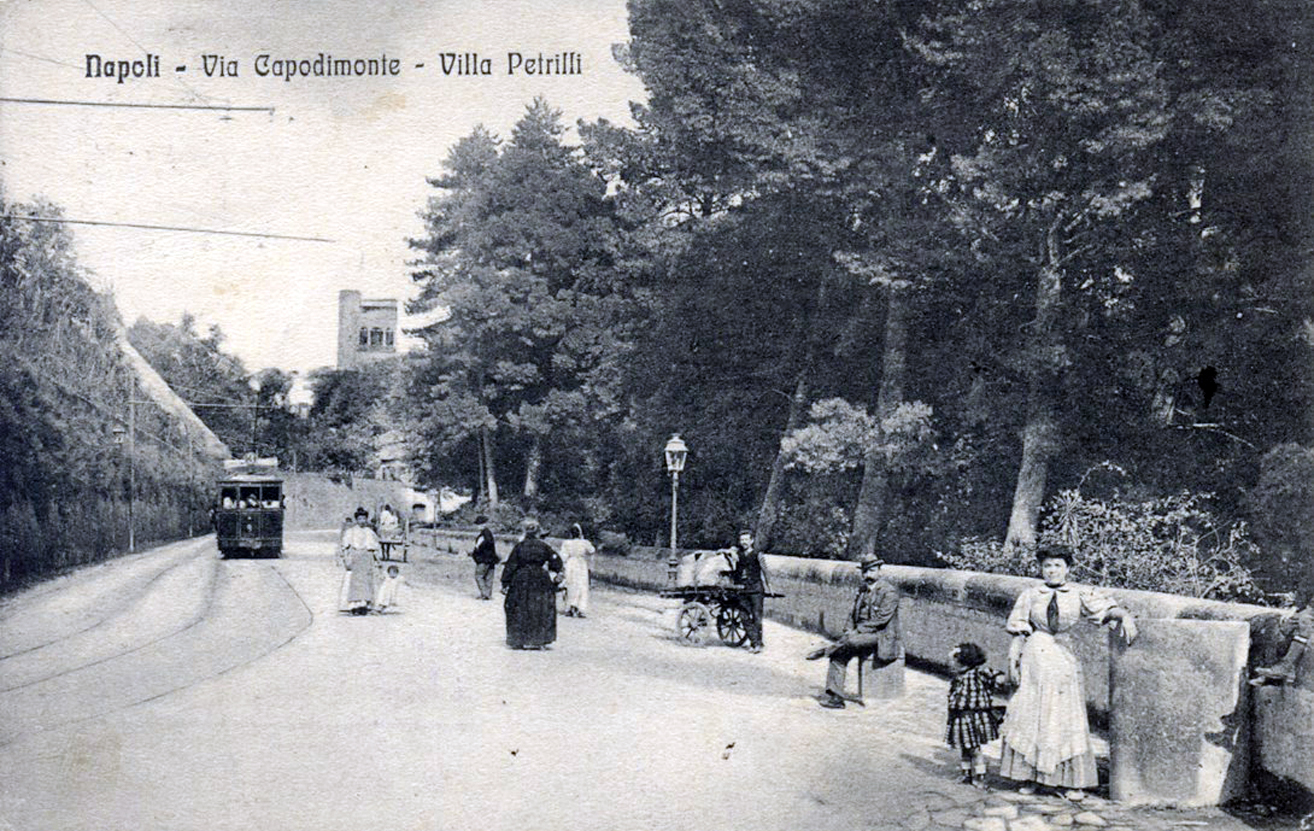
Tram presso Villa Petrilli

La prima dotazione di rotabili della TN comprendeva sei locomotive a vapore di un gruppo verosimilmente realizzato nel 1883 dalla Krauss per il servizio sulla ferrovia vicinale belga Bruxelles-Evere e colà attive fino al 1889; una di tali unità, con numero di fabbrica 1820, nel 1902 fu ceduta alla Società Nazionale Ferrovie e Tramvie (SNFT). Completavano la dotazione originaria dodici vetture rimorchiate a carrelli, di cui sei miste di I e III classe, e sei carri merci.
Le tranvie di Capodimonte avevano un parco rotabili composto da 36 motrici e 24 rimorchiate.
Le prime dodici motrici (1÷12), in funzione dall'apertura della tranvia, erano di fabbricazione belga prodotte dalla Casa Germain à Monceau su truck e motorizzazione Casa Dulait di Chaleroi; le stesse furono totalmente ricostruite nel 1906 in occasione del cambio di potenza della trazione elettrica.
Altre sette vetture (13÷20), realizzate nel 1901, erano invece di fabbricazione belga (Dulait) nella loro parte meccanica, mentre la cassa fu realizzata dalla ditta Benvenuti di Napoli: queste motrici avevano 38 posti a sedere ed il loro valore si aggirava intorno alle 500.000 lire.
Altre sei elettromotrici (gruppo 21÷26) furono costruite in Belgio dagli Atelièrs de Nivelles, avevano 28 posti a sedere ed un valore totale di circa 150.000 lire.
Nel 1908 furono acquistate ulteriori 10 motrici (matricole 27÷36) costruite anch'esse in Belgio, presumibilmente ancora una volta a Nivelles. Presentavano due motori A.C.E.C. TVa della potenza complessiva di 100 HP. Erano dotate di due panche longitudinali per complessivi 20 posti a sedere.
Rimorchi: nove rimorchiate aperte entrarono in servizio nel 1902, avevano 30 posti a sedere ed un costo complessivo di 42.000 lire, mentre nove rimorchiate chiuse entrarono in servizio nel 1905, erano dotate di 40 posti a sedere ed avevano un costo complessivo di 58.000 lire. Nel 1908 fu acquistato un ultimo lotto di sei rimorchiate chiuse.

### Materiale motore - prospetto di sintesi
| Unità | Anno di acquisizione | Costruttori       | Tipo                    | Note                                 |
| ----- | -------------------- | ----------------- | ----------------------- | ------------------------------------ |
|       | 1889                 | Krauss            | Locomotive a vapore     | Ex ferrovia vicinale Bruxelles-Evere |
| 1÷12  | 1899                 | Dulait/Germain    | Elettromotrici a 2 assi |                                      |
| 13÷20 | 1901                 | Dulait/Benvenuti  | Elettromotrici a 2 assi |                                      |
| 21÷26 | 1907                 | Dulait/Nivelles   | Elettromotrici a 2 assi |                                      |
| 27÷36 | 1908                 | "Bruxelles nuovo" | Elettromotrici a 2 assi |                                      |